# Большой Молокиш
Большой Молокиш (рум. Molochișul Mare, укр. Великий Молокиш) — село в северной части Рыбницкого района непризнанной Приднестровской Молдавской Республики. Административный центр Большемолокишского сельсовета. Расположено недалеко от левого берега Днестра, в 12 км от райцентра Рыбница.
По селу протекает приток Днестра — Молокиш (расход воды 0,25 м3/сек).

## История
Упоминается в документах с 1779 года.
В 1979 г. в селе находились — колхоз «Красный Октябрь», мельница, пекарня, средняя школа, дом культуры, библиотека, амбулатория, аптека, детский сад, мастерские бытового обслуживания, магазины, музей, отделение связи, сберкасса.
Памятник советским воинам, павшим при освобождении села.
В селе 2 источника минеральной воды.

## Население
| Год  | Население | Источник |
| ---- | --------- | -------- |
| 2004 | 936       | [ 5 ]    |
| 2015 | 889       |          |